# Kivijärvi (Tärendö socken, Norrbotten, 747911-176144)
Kivijärvi är en sjö i Gällivare kommun i Norrbotten och ingår i Kalixälvens huvudavrinningsområde. Sjön har en area på 0,0758 kvadratkilometer och ligger 358 meter över havet. Kivijärvi ligger i Torne och Kalix älvsystem Natura 2000-område. Sjön avvattnas av vattendraget Narkån (Narkausjoki).

## Delavrinningsområde
Kivijärvi ingår i det delavrinningsområde (747752-176799) som SMHI kallar för Ovan Vuomajoki. Medelhöjden är 363 meter över havet och ytan är 29,17 kvadratkilometer. Det finns inga avrinningsområden uppströms utan avrinningsområdet är högsta punkten. Narkån (Narkausjoki) som avvattnar avrinningsområdet har biflödesordning 2, vilket innebär att vattnet flödar genom totalt 2 vattendrag innan det når havet efter 211 kilometer. Avrinningsområdet består mestadels av skog (75 procent) och sankmarker (22 procent). Avrinningsområdet har 0,26 kvadratkilometer vattenytor vilket ger det en sjöprocent på 0,9 procent.